# NGC 5373
NGC 5373 (również PGC 49620) – zwarta galaktyka (C), znajdująca się w gwiazdozbiorze Panny. Odkrył ją Albert Marth 8 maja 1864 roku.